# Río Tanaro
El río Tanaro (Tanarus en latín y Tane o Tani en idioma piamontés) es un río del noroeste de Italia, el principal afluente de la margen derecha del río Po, que discurre por la región de Piamonte. Tiene una longitud de 276 km (es el sexto río más largo de Italia) y drena una cuenca de 8324 km².

## Geografía

### Nacimiento
El río Tanaro nace en los Alpes Ligures, en la región del Piamonte, cerca del Paso de Tenda, de la confluencia de dos pequeños afluentes, el Tanarello y el Nerone.
La principal fuente del Tanarello está en las faldas del monte Saccarello, encima de Monesi, una aldea que pertenece a la comunidad de Triora (Provincia de Imperia). Esta montaña se extiende a través del departamento francés de los Alpes marítimos, la piamontesa provincia de Cuneo y la ligur provincia de Imperia. Marca sus líneas divisorias a través de tres cuencas hidrográficas: la misma del Tarano; la del río Roya, que continúa aguas arriba por Francia, pero desagua en el mar en Ventimiglia, y el río Argentina, que desemboca en el mar de Liguria en Taggia. 
Las fuentes del Nerone se encuentran a unos 10 km al norte, muy cerca de la frontera francesa y al sur de Punta Marguareis. El Tanaro en su parte inicial es el límite entre las regiones de Liguria y el Piamonte, en la que discurre el resto de su curso.

### Afluentes
Los principales a afluentes del Tanaro son los ríos Stura di Demonte, por la izquierda, y el Bormida y el Belbo, por la derecha. 

### Curso
El Tanaro pasa por las localidades de Ceva, Alba, Asti (75.298 hab. en 2008) y Alessandria (93.697 hab. en 2009), antes de desaguar en el río Po en Bassignana (1.802 hab. en 2004), muy cerca de la frontera con la provincia de Alessandria.

## Historia
El 6 de noviembre de 1994, el río Tanaro inundó buena parte de la ciudad de Alessandria, causando serios daños, especialmente en el barrio de Orti.